# دار النجد (القريشية)

تعديل مصدري - تعديل

دار النجد هي إحدى قرى عزلة قيفه آل محن يزيد بمديرية القريشية التابعة لمحافظة البيضاء، بلغ تعداد سكانها 612 نسمة حسب تعداد اليمن لعام 2004.